# Braniff-International-Airways-Flug 352
Braniff-International-Airways-Flug 352 war ein Inlandslinienflug vom William P. Hobby Airport in Houston, Texas, Vereinigte Staaten, nach Dallas Love Field am 3. Mai 1968. Während des Fluges brach die Lockheed L-188 Electra mit dem Luftfahrzeugkennzeichen N9707C in der Luft auseinander und stürzte in der Nähe von Dawson, Texas, ab, nachdem sie in ein schweres Gewitter geraten war. An Bord befanden sich 5 Besatzungsmitglieder und 80 Passagiere, wobei niemand den Flugunfall überlebte. Unter den Todesopfern war der texanische Abgeordnete Joseph Lockridge, der erste Schwarze, der Dallas County in der texanischen Legislative vertrat. Eine anschließende Untersuchung ergab, dass die Entscheidung des Kapitäns, in das Unwettergebiet einzudringen, maßgeblich für den Unfall verantwortlich war. Daraus resultierte eine strukturelle Überbeanspruchung und das Versagen der Flugzeugzelle bei dem Versuch, die Kontrolle nach einer steilen 180-Grad-Kurve wiederzuerlangen, um dem Wetter zu entkommen.

## Flughergang
Früher am Tag des Unfalls, um 12:40 Uhr Ortszeit, flog die Crew, bestehend aus Kapitän John R. Phillips (45), FO John F. Foster (32) und dem Flugingenieur Donald W. Crossland (28), das Flugzeug von Dallas nach Houston durch dieselbe Region, in der der Unfall passieren sollte. Dabei waren sie in keine nennenswerten Wettervorkommnisse geraten. Nachdem sie in Houston gelandet waren, wurden sie nicht über die sich bildende Wetterlage gebrieft. Dennoch erhielten sie eine schriftliche Kopie sämtlicher relevanter Wetterdaten.
Um 16:11 Uhr startete die Maschine als Braniff-International-Airways-Flug 352 vom William P. Hobby Airport Richtung Dallas. Nach circa 20 Minuten Flug auf 20.000 Fuß MSL erreichte die Electra ein Gebiet mit schweren Gewittern. Die Crew erbat einen Sinkflug auf 15.000 Fuß und eine Kursänderung Richtung Westen. Die Flugverkehrskontrolle informierte die Flugzeugbesatzung daraufhin, dass andere Flugzeuge nach Osten ausweichen würden, und schlug vor, dass Flug 352 das Gleiche tun sollte.
Die Crew widersprach aber, da ihr On-Board-Wetterradar ihnen suggerierte, dass der westliche, kürzere Weg, auch okay sei. Der Fluglotse gab ihnen daraufhin die Freigabe für 14.000 Fuß und Abweichung nach Westen.
Um 16:44 Uhr erbaten die Piloten die Flughöhe 5.000 Fuß, dieser Anfrage wurde stattgegeben. Auf die Frage, ob der Fluglotse wisse, ob es Hagel in den Wolken gebe, antwortete dieser, dass er das nicht wisse, da alle anderen Flugzeuge nach Osten ausgewichen seien.
Um 16:47 Uhr wurde eine 180°-Rechtskurve angefragt, der sofort zugestimmt wurde. Die Kurve wurde in schweren Turbulenzen geflogen und der Querneigungswinkel erreichte 90°, während sich die Nase um 40° nach unten neigte. Als die Crew versuchte, sich aus diesem Sturzflug zu befreien, wurde der Rumpf der Maschine massiven g-Kräften ausgesetzt, die dazu führten, dass die rechte Tragfläche nachgab. Anschließend brach auch der Rest der Lockheed auseinander. Um 16:48 Uhr schlugen die Wrackteile in der Nähe der kleinen Stadt Dawson, Texas, auf. Alle 85 Insassen kamen dabei ums Leben.

## Untersuchung
Das National Transportation Safety Board (NTSB) untersuchte den Vorfall. Der Flugdatenschreiber und der Cockpitvoice-Recorder waren weitestgehend intakt, die Audiospuren wurden rekonstruiert und transkribiert.
Das Transkript wurde mit den Transkripten der Flugverkehrskontrolle von der NTSB korreliert. Danach war es der 1. Offizier, der beim Fluglotsen nachfragte, ob man etwas von Hagel in der Region wisse. Nach dessen Antwort, dass er dieses nicht wisse, da alle anderen nach Osten geflogen seien, sagte der Kapitän zum Kopiloten, dass er nicht so viel mit dem Lotsen reden solle, da dieser versuchen würde, sie davon zu überzeugen, dass sie einen großen Fehler gemacht hätten, hier durchzufliegen.
Kurz darauf sagte der Kopilot, dass es hier schlimmer aussehe als im Westen, woraufhin die Umkehr erbeten wurde. Während das Flugzeug nun eine 180°-Rechtskurve flog, stellte es sich senkrecht auf eine Tragfläche (90° Querneigung) und die Nase zeigte mit 40° zum Boden. Bei dem Versuch, aus dieser Situation herauszukommen, überlasteten die Piloten den Rumpf mit 4,3 g. Dies beeinträchtigte die strukturelle Integrität des Flugzeuges, das daraufhin auf 6.750 Fuß Höhe auseinanderbrach.

Am 19. Juni 1969 veröffentlichte das NTSB seinen Abschlussbericht, in dem der vermutliche Grund für den Absturz hieß: 

“Probable Cause: The stressing of the aircraft structure beyond its ultimate strength during an attempted recovery from an unusual attitude induced by turbulence associated with a thunderstorm. The operation in the turbulence resulted from a decision to penetrate an area of known severe weather.”

„Wahrscheinliche Ursache: die Belastung der Flugzeugstruktur über ihre Belastungsgrenze hinaus, während eines Versuchs, sich aus einer ungewöhnlichen Fluglage zu befreien, die durch Turbulenzen im Zusammenhang mit einem Gewitter verursacht wurde. Der Flug in die Turbulenzen resultierte aus der Entscheidung, in ein Gebiet mit bekanntem Unwetter vorzudringen.“